# 石超
石 超（せき ちょう、?－305年）は、西晋の軍人。字は仲容。 冀州勃海郡南皮県の人。祖父は石苞。父は石喬。

## 生涯
301年、趙王司馬倫が政権を掌握した時、父の石喬や叔父の石崇は以前より司馬倫の側近孫秀に疎まれていたため刑死した。石超は事前に危険を察知し、兄弟の石熙と共に逃亡したので罪を免れた。そのまま鄴まで逃れると、成都王司馬穎の腹心となり、折衝将軍に任じられた。
趙王司馬倫が帝位を簒奪すると、斉王司馬冏が司馬倫誅殺を掲げて挙兵した。司馬穎もまたこれに呼応して軍を興し、石超は督護趙驤と共に先鋒となって洛陽へ進撃した。司馬倫は孫会・士猗・許超に宿衛兵3万を与えてこれを迎え撃たせた。趙驤は黄橋で士猗・許超に敗北して死者8000人余りを出したが、石超らは改めて進撃すると湨水において司馬倫軍を撃ち破り、孫会らを敗走させた。
4月、左将軍王輿は洛陽で政変を起こして司馬倫を失脚させた。だが、司馬冏は未だ司馬倫配下の張泓らと陽翟で交戦中であったので、石超は司馬穎の命により趙驤と共に司馬冏の援護に向かうと、共に張泓を攻めてこれを降伏させた。これらの功績により、侯に封じられた。後に振武将軍に任じられ、荊州の賊である李辰討伐に向かい、これを滅ぼした。
303年、司馬穎が河間王司馬顒と共に長沙王司馬乂討伐の兵を挙げると、石超は中護軍に任じられ、北中郎将王粋・冠軍将軍牽秀と共に前将軍陸機の傘下に入り、共に洛陽を攻めた。恵帝が自ら軍を率いて緱氏へ進軍して牽秀を敗走させると、石超は緱氏へ進んで恵帝を退却させた。陸機は建春門に進んで司馬乂と対峙するも大敗を喫し、無数の死者を出した。これにより石超は軍を後退させた。
304年、司馬乂が政変により誅殺されると、司馬穎は皇太弟・丞相となって政権を握り、鄴へ戻った。石超は奮武将軍に任じられ、5万の兵を預かって洛陽の12城門を守った。
7月、東海王司馬越は右衛将軍陳眕・殿中中郎逯苞・成輔・司馬乂の旧将上官巳らと共に恵帝を奉じて司馬穎討伐の兵を挙げた。政変を知ると、石超は洛陽から鄴へ帰還した。皇帝軍が進軍すると各地で義兵が集結し、魏郡の安陽県に入る頃には10万人余りに規模が膨れ上がり、鄴の人々は朝廷軍の到来を恐れて震え上がった。司馬穎は石超に5万の兵を与えて防戦を命じ、蕩陰に進軍させた。石超は司馬越らが油断して警戒を怠っているのを見ると、皇帝軍の本営を急襲し、大勝を収めた。百官や侍御は四散し、石超は恵帝の身柄を確保すると陣営に戻り、その後鄴へ送った。
8月、都督幽州諸軍事王浚は東嬴公司馬騰と連携を取り合い、司馬穎討伐を掲げて決起すると、段部の段務勿塵や烏桓の羯朱を始め胡人・漢人合わせて2万人を率いて進軍を開始した。司馬穎の命により、石超は右将軍に任じられ、李毅や北中郎将王斌と共に王浚を迎撃したが、王浚の先鋒である主簿祁弘に平棘で敗れた。
305年8月 、司馬越・范陽王司馬虓らが司馬顒討伐の兵を挙げると、石超は領北中郎将に任じられ、司馬越を阻むよう命じられた。石超は滎陽で兵を集めると、右将軍王闡や典兵中郎趙則を傘下に引き入れ、河橋へ駐屯して豫州刺史劉喬の後援となった。12月、司馬虓は司馬劉琨と共に進撃して王闡を討ち取ると、石超は滎陽において迎え撃ったが、敗れて戦死した。